# Edo Murić
Edo Murić (Maribor), 20 de outubro de 1992) é um basquetebolista profissional esloveno que atualmente defende o Stelmet Zielona Góra na PLK.